# Bellancourt
Bellancourt település Franciaországban, Somme megyében. Lakosainak száma 505 fő (2022. január 1.). Bellancourt Buigny-l’Abbé, Eaucourt-sur-Somme, Épagne-Épagnette, Francières, Pont-Remy, Saint-Riquier és Vauchelles-les-Quesnoy községekkel határos.

## Népesség
A település népességének változása:
| Lakosok száma | 521  | 522  | 523  | 513  | 512  | 511  | 517  | 519  | 505  |
|               | 2013 | 2015 | 2016 | 2017 | 2018 | 2019 | 2020 | 2021 | 2022 |